# Herwig Hensen
Herwig Hensen (Antwerpen, 22 januari 1917 – Berchem, 24 mei 1989) was een Belgisch dichter en schrijver. Hij werd als Florent Constant Albert Mielants jr. geboren en koos van jongs af aan het pseudoniem Herwig Hensen om mogelijke verwarring met zijn vader, Florent Mielants sr. (1887-1944), die bij aanvang van zijn literaire carrière hoofdinspecteur van het stedelijk onderwijs in Antwerpen was, te vermijden.

## Levensloop
Flor Mielants jr. studeerde aan het Koninklijk Atheneum te Antwerpen en de Rijksuniversiteit te Gent (wiskunde). Op een voorstel van zijn promotor prof. Jans om assistent aan de Gentse universiteit te worden, ging hij niet in, uit vrees dat een wetenschappelijke carrière zijn literaire creativiteit in de weg zou staan. Hij werd eerst docent wiskunde aan de secundaire normaalschool te Laken (Brussel) en vervolgens docent in de wiskunde aan de Handelshogeschool in Antwerpen (later RUCA) en docent dramaturgie aan het HRITCS in Brussel. In 1942 huwde hij met Denise Pittoors (1923-2016), met wie hij twee zonen kreeg: Marc Mielants (1944-2008) en Peter Mielants (1947-2022). Aanvankelijk stond de poëzie van Herwig Hensen onder invloed van het impressionisme en het symbolisme van Karel van de Woestijne. Zijn later werk werd meer introvert. Zijn klassieke verzen geven afwisselend een smart weer om de waanzin van deze wereld en een bejubelen van het wonder van het leven. Zijn toneelwerk is voornamelijk gebaseerd op historische of klassieke onderwerpen. Belangrijk van hem zijn ook het essay "Over de dichtkunst" (1947) en de roman "De grootmoedige" (1982).
Het literaire werk van Herwig Hensen werd bekroond met de Pol de Montprijs (1938), de Grote Driejaarlijkse Staatsprijs voor Poëzie (1938-1940), de Grote Driejaarlijkse Staatsprijs voor Theater (1946-1948), de Driejaarlijkse Prijs voor Toneel van de Belgische Vereniging voor Auteursrechten SABAM (1942-1944) en de Edmond Hustinxprijs (1971) ter bekroning van toneel-, radio- en televisieschrijvers uit Nederland en België. Hensen schreef ook een aantal satirische verzen, eerst in samenwerking met zijn vader die in de Volksgazet voor een 'Berijmde weekkroniek' zorgde, later zelf onder het pseudoniem 'Diogenes' voor de Zondagspost in 1944-1945. Samen met de journalist Bert Verhoye was hij in 1978 een van de medeoprichters van het Antwerpse cabaret- en theatergezelschap De Zwarte Komedie. Als medewerker vertaalde hij verschillende teksten van Erich Kästner, Kurt Tucholsky en Ernst Schönwiese van het Duits naar het Nederlands. Vlak na zijn overlijden, te Berchem (Antwerpen) op 24 mei 1989, verscheen zijn vertaling van Rainer Maria Rilke 'De wijze van liefde en dood van de Cornet Christoffel Rilke' (uitg. De Vries - Brouwers, Antwerpen, 1989). Zijn literair werk werd vertaald in het Frans, Duits, Engels, Spaans, Roemeens, Portugees, Hongaars, Servo-Croatisch, Bulgaars, Grieks en Italiaans. Ter gelegenheid van het dertigjarige bestaan van Poëziekrant en het vijfentwintigjarige bestaan van het Poëziecentrum vroeg oprichter Willy Tibergien aan Dirk van Bastelaere, Erwin Jans en Patrick Peeters om een bloemlezing te maken van de poëzie in Vlaanderen na 1945. In hun overzicht Hotel New Flandres: 60 jaar Vlaamse poëzie (1945 - 2005) (Gent, 2008) werd Herwig Hensen als een Vlaamse Viersterrendichter (oeuvredichter) gekwalificeerd.
Volgens zijn laatste wilsbeschikking werd Hensen gecremeerd en zijn as uitgestrooid op de strooiweide van het Antwerpse Schoonselhof. Bij gebrek aan graf wordt hij door de stad Antwerpen op het erepark herdacht door een stenen plaquette op een van de lanen van de begraafplaats.

## Gepubliceerde literaire werken
- Verzen (poëzie, uitgegeven in eigen beheer, Antwerpen, 1934)
- De Vroege Schaduw (poëzie, V. Ressler-Lectura uitg., Antwerpen, 1936)
- De cirkel tot Narkissos (poëzie, J.E. Buschmann, Antwerpen, 1938)
- Hamlet in de spiegel (poëzie, uitg. Manteau, Brussel, 1939)
- De dubbele vaardigheid (poëzie, uitg. Manteau, Brussel, 1940)
- Oefeningen naar binnen (poëzie, uitg. J.E. Buschmann, Antwerpen, 1940)
- Het voorbeeldig bestand (poëzie, uitg. Manteau & Stols, Brussel / Den Haag, 1941)
- Antonio (toneel, uitg. Manteau & Stols, Brussel / Den Haag, 1942)
- Het onvoorwaardelijk begin (poëzie, uitg. Manteau, Brussel, 1942)
- Don Juan (toneel, uitg. Manteau, Brussel, 1943)
- Lof der gereedheid (poëzie, uitg. Manteau, Brussel, 1945)
- Lady Godiva, Koningin Christina, Polukrates (toneel, uitg. Manteau, Brussel, 1946)
- Gedichten, I en II (poëzie, uitg. Manteau, Brussel, 1947)
- Over de dichtkunst (essay, uitg. Manteau, Brussel, 1947)
- Daidalos (poëzie, uitg. Manteau, Brussel, 1948)
- Alles is verband (poëzie, uitg. Manteau, Brussel, 1952)
- Alkestis, Agamemnon, Tarquinius Priscus (toneel, uitg. Manteau, Brussel, 1953)
- Orpheus in dit avondland (poëzie, uitg. Manteau, Brussel, 1955)
- De aarden schaal, De andere Jehanne, Sodom en Gomorra (toneel, uitg. Manteau, Brussel, 1955)
- Het venster (poëzie, uitg. Manteau, Brussel, 1958)
- De appelboom (poëzie, uitg. J.M. Meulenhoff, Amsterdam, 1963)
- Het woord Vrijheid, De rebel Gods, Morgen kan het te laat zijn (toneel, uitg. Meulenhoff & Diogenes, Amsterdam & Antwerpen, 1963)
- Naar het einde toe versmalt de weg (poëzie, uitg. Meulenhoff, Amsterdam, 1965)
- 6 Toneelstukken: De bunker (1963) De grenadier van zijne majesteit (1962), Nu sla op de trommel (1964), Niets zonder de proef (1943), Hannibal (1946), Kasteel te koop (1960), (toneel, uitg. Diogenes & Becht, Antwerpen / Amsterdam, 1967)
- Geworpen in de wereld (poëzie, uig. Meulenhoff & Diogenes, Amsterdam / Antwerpen, 1967)
- Een Vlaams auteur over Algemeen Beschaafd Nederlands in De Vlaamse Gids, 52e jg., 4, April 1968, p. 7-10
- Morgen kan het te laat zijn (toneel, uitg. De Sikkel, Antwerpen, 1969).
- Papieren vogel op de hand (poëzie, uitg. Diogenes & Nijgh & Van Ditmar, Antwerpen / 's-Gravenhage, 1971)
- Tussen wanhoop en verrukking (poëzie, uitg. Diogenes & Nijgh & Van Ditmar, Antwerpen / 's-Gravenhage, 1976)
- Wanhoop is een lekke schuit (poëzie, uitg. Orion & Gottmer, Brugge / Nijmegen, 1979)
- Wij strooien zaden uit en rapen stenen (poëzie, uitg. Lannoo, Tielt, 1981)
- De grootmoedige (roman, uitg. Manteau, Antwerpen / Amsterdam, 1982)
- Achter woordflitsen van krijt (poëzie, uitg. Lannoo, Tielt, 1983)
- Toneel. Halleluja, Wij zijn gered, Freiherr von Munchhausen, Zeven broden en twee kruiken wijn, De rattenvanger van Hameln (toneel, uitg. De Vries-Brouwers, Antwerpen / Rotterdam, 1988)
- Verzamelde gedichten (poëzie, uitg. Den Gulden Engel, Wommelgem, 1988)

### Secundaire bibliografie
- Raymond Herreman, Zeg mij hoe gij leest, Manteau, Brussel, 1941
- Simon Vestdijk, Keuze en kieskeurigheid, Nieuwe Rotterdamsche Courant, 30/01/1941
- M. Rutten, Tucht en ontucht in poëzie van H. Hensen en B. De Corte, Oostlandreeks nr. 10, 1942
- G. Stuyveling, Ger Schmook en Albert Westerlinck 'Honderd schrijvers van onze eeuw' De Sikkel, Antwerpen, 1954, p. 115
- Paul Van Keymeulen, Herwig Hensen en de poëzie, Uitgeverij Ontwikkeling, Antwerpen, 1956
- Pierre H. Dubois, (red.) Schrijversdebuten De Blauwe Distel & uitgeverij AAM Stols/JP Barth, 's-Gravenhage, 1960, p. 86-88
- Frans Closset, Herwig Hensen, uitg. Helios, Antwerpen, 1965
- Karel Jonckheere, Toon mij hoe je schrijft Lannoo, Antwerpen, 1972
- Willy Spillebeen, Herwig Hensen: Papieren vogel op de hand, Dietsche Warande en Belfort, 1973, p. 596-603
- De Vlaamse Gids, Herwig Hensen Nummer, j.g. 65, Jan.-Feb. 1981
- E. Willekens, Gesproken Portret van Herwig Hensen De Vlaamse Gids, Juli/Aug. 1982
- Rudolf van de Perre, Le poete Herwig Hensen Septentrion - Revue de culture neerlandaise, nr. 3, Dec. 1983, p. 18-24
- Willem Roggeman, Beroepsgeheim 4. Gesprekken met schrijvers, uitg. Soethoudt & Co, Antwerpen, 1983, p. 59-74
- Hugo Brems, De rentmeester van het paradijs, uitg. Manteau, Antwerpen, 1986
- Georges Wildemeersch (red.), De Dichter Herwig Hensen, Antwerp Studies in Literature, 8, Universiteit Antwerpen, 1987
- Hugo Brems, Poezie in Vlaanderen, 1945-1955 Acco, Leuven, 1988
- R. van de Perre, Herwig Hensen Boekengids, April 1989
- Emiel Willekens, Herwig Hensens Verzamelde Gedichten, in Diogenes, jg. 6, nr. 1 , juli 1989, p. 12-18
- Toon Brouwers, De Pen van de planken. Interviews met Vlaamse toneelauteurs, uitg. De scene, Antwerpen, 1990, p. 42-55
- R. van de Perre, Het woord in de poëzie van Herwig Hensen, in Verslagen en Mededelingen van de Koninklijke Academie voor Nederlandse Taal en Letterkunde, jg. 1990, afl. 1, p. 1-17
- R. van de Perre, De Mozart-cyclus van Herwig Hensen in Vlaanderen. Jaargang 40. Christelijk Vlaams Kunstenaarsverbond, Tielt 1991, p. 289-291
- R. van de Perre, De geur van een sonate. Essays over poezie Davidsfonds, Leuven, 1994
- Anne Marie Musschoot, Herwig Hensen. in Kritisch lexicon van de Nederlandstalige literatuur na 1945. Februari 1998.
- I. van Ongeval, ‘Herwig Hensen, woordflitsen vanuit de eenzaamheid’, in: Zuurvrij (2005) 8, p. 46-53
- Rudi van der Paardt Iphigenia revisited: Agamemnon van Herwig Hensen in Liefde, Geweld en Dood,Gooibergpers, Bussum, 2009.
- Erwin Jans (N)ooit gelezen? Vlaamse toneelliteratuur 1945-1960 in Etcetera, Tijdschrift voor Podiumkunsten, nr. 135, jg. 31, December 2013, p. 30-35

Licentiaatsthesissen
- Hubert Dethier, Het Toneel van Herwig Hensen 1941-1950 Onuitgegeven Lic. verhandeling VUB, 1958-1959.
- Imelda Hermans, Herwig Hensen 1935-1967. Een beschrijving van de inhoud en de ontwikkelingsgang van zijn dichterschap Onuitgegeven Lic. verhandeling, RUG, 1968-1969
- Freddy Peeters, De poëzie en de poëtica van Herwig Hensen Onuitgegeven Lic. verhandeling VUB, 1975-1976
- Diederik Boerjan, Herwig Hensen. Een synthese van zijn poëzie. Onuitgegeven Lic. verhandeling KUL, 1980-1981
- Rik de Pauw, Herwig Hensen 1917-1989 Onuitgegeven Lic. verhandeling, RUG, 1988-1989
- Julie Kuypers, Herwig Hensen in het Nieuw Vlaams Tijdschrift. Onuitgegeven bachelorpaper KUL, 2014-2015

Vertalingen van werk van Hensen
Gepubliceerde vertalingen van zijn oeuvre zijn onder meer te vinden in:
- Lob der Bereitschaft Speer Verlag, Zürich, 1949 [ vertaling door Wolfgang Cordan en Johannes Piron ]
- Theatre. Lady Godiva, Alceste, Agamemnon uitg. Manteau, Bruxelles, 1953 [ vertaling door Francois Closset ]
- Morgen kann es zu spät sein Universal Edition, Wien, 1961 [ vertaling door Heinz P. Kovari ]
- Herwig Hensen. Choix de Poemes Les Editions Lumiere, Bruxelles, 1962 [ vertaling door Francois Closset ]
- Agamemnon in Teatro Flamenco Contemporáneo. Recopilación, traduccion, prólogo y notas de Felipe M. Lorda Alaiz. Aguilar, Mexico City. 1962, p. 171-220
- Herwig Hensen. Poemes Ed. Henry Fagne, Bruxelles, 1967
- Zwischen Verzweiflung und Entzücken : ausgewählte Gedichte Cantos-Verlag, Wien, 1974 [ vertaling door Ernst Schonwiese ]
- Le poete Herwig Hensen in Septentrion, Revue de culture neerlandaise, 12, vol. 3, 1983, p. 18-24 [ vertaling door Liliane Wouters ]
- Une Europe des poetes Poemes choisis par Bernard Lorraine, Hachette, Paris, 1991
- Der Bunker ; Das Wort Freiheit klingt so schön; Die andere Jehanne; Die Grenadier seiner Majestät oder das freudige Ereignis; Nun schlag auf die Trommel; Schloss zu verkaufen Thomas Sessler Verlag, Wien.

Zijn gedichten vormden ook een inspiratiebron voor muzikale bewerkingen en composities, onder meer van Frans d' Haeyer, Vic Nees, Dirk van Esbroeck, Jeremy Vervoort, Marinus de Jong, Patrick Hiketick en Alain Craens.
Vertalingen door Hensen
Hensens bewondering voor de Duitse taal, filosofie en literatuur leidde hem ertoe enkele vertalingen tot stand te brengen.
- Eric Kastner in Dietsche Warande en Belfort, 1985, 130, (9), p. 666-675
- Kurt Tucholsky in In Naam van de Vrijheid, 2e jg., nr. 10, november 1981, p. 3
- De wijze van liefde en dood van de Cornet Christoffel Rilke uitgeverij De Vries - Brouwers, Antwerpen, 1989.

Overig
Hensen verkoos zich afzijdig te houden van het literaire leven in België en was trots op zijn aristocratisch isolement. Hij onderhield wel een jarenlange briefwisseling met de schrijvers Raymond Herreman en Bert Decorte. Ook had hij goede contacten met buitenlandse auteurs zoals de Nederlander dr. Antoon Vloemans, de Duitser Wolfgang Cordan en de Oostenrijker Ernst Schonwiese. 
De meeste toneelstukken werden opgevoerd in de KNS in Antwerpen, Brussel en Gent. Enkele werden ook uitgezonden op televisie: Morgen kan het te laat zijn (1961), Elk zijn Bunker (1966) en De Grenadier van zijne majesteit (1976).
Buiten zijn essay over de dichtkunst (1947) schreef Hensen ook meer beknopte artikels over literatuur zoals zijn teksten
- Een Vlaams auteur over Algemeen Beschaafd Nederlands in De Vlaamse Gids, 52e jg., nr 4., April 1968
- Kort maar krachtig in Carel Alphenaar et. al. in De goden van het theater Harlekijn, Westbroek (NL), 1983
- Wij bloeien maar bloeien vergeefs in Hugo Brems en Dirk de Geest (eds.), Uitgeverij Acco, Leuven, 1988

De enige gepubliceerde tekst van Hensen die niets met literatuur te maken heeft is "Herinneringen aan mijn Vader" verschenen in Persoon en Gemeenschap, Tijdschrift voor Opvoeding en Onderwijs, juni 1947-juni 1948, Uitgeverij Ontwikkeling, p. 323-327